# Hogna antiguiana
Espèce
Synonymes
- Tarentula beckeri Keyserling, 1878 nec Thorell, 1875

Hogna antiguiana est une espèce d'araignées aranéomorphes de la famille des Lycosidae.

## Distribution
Cette espèce est endémique de l'île d'Antigua à Antigua-et-Barbuda.

## Description
La femelle holotype mesure 15,6 mm.

## Étymologie
Son nom d'espèce lui a été donné en référence au lieu de sa découverte, Antigua.
Cette espèce avait été nommée en l'honneur de Léon Becker mais ce nom était préoccupé.

## Publication originale
- Roewer, 1955 : Katalog der Araneae von 1758 bis 1940, bzw. 1954. Bruxelles, vol. 2, p. 1-1751.
- Keyserling, 1878 : Description de la Tarentula beckeri Keys. Annales de la Société Entomologique de Belgique, vol. 21, p. 251-253 (texte intégral).